# Los indomables
Los indomables es una película peruana de 2024 dirigida por Tito Catacora con guion de Óscar Catacora. Trata sobre la rebelión de los Amaru-Kataristas aimaras contra el yugo español.

## Sinopsis
En 1781, las huestes revolucionarias Amaru-Kataristas ocupan el altiplano del sur de Perú. Sapa Inca, el último descendiente de los incas aymaras y su esposa Gregoria, deciden continuar con la insurrección indígena contra los opresores españoles. Sin embargo, en una época tumultuosa, la obsesión por la causa libertaria, el amor en tiempos de caos y la traición entre la hermandad, desencadenarán una serie de tragedias.

## Reparto
- Edwin F. Riva - Pedro Vilcapaza
- Maribet Berrocal - Gregoria Apaza

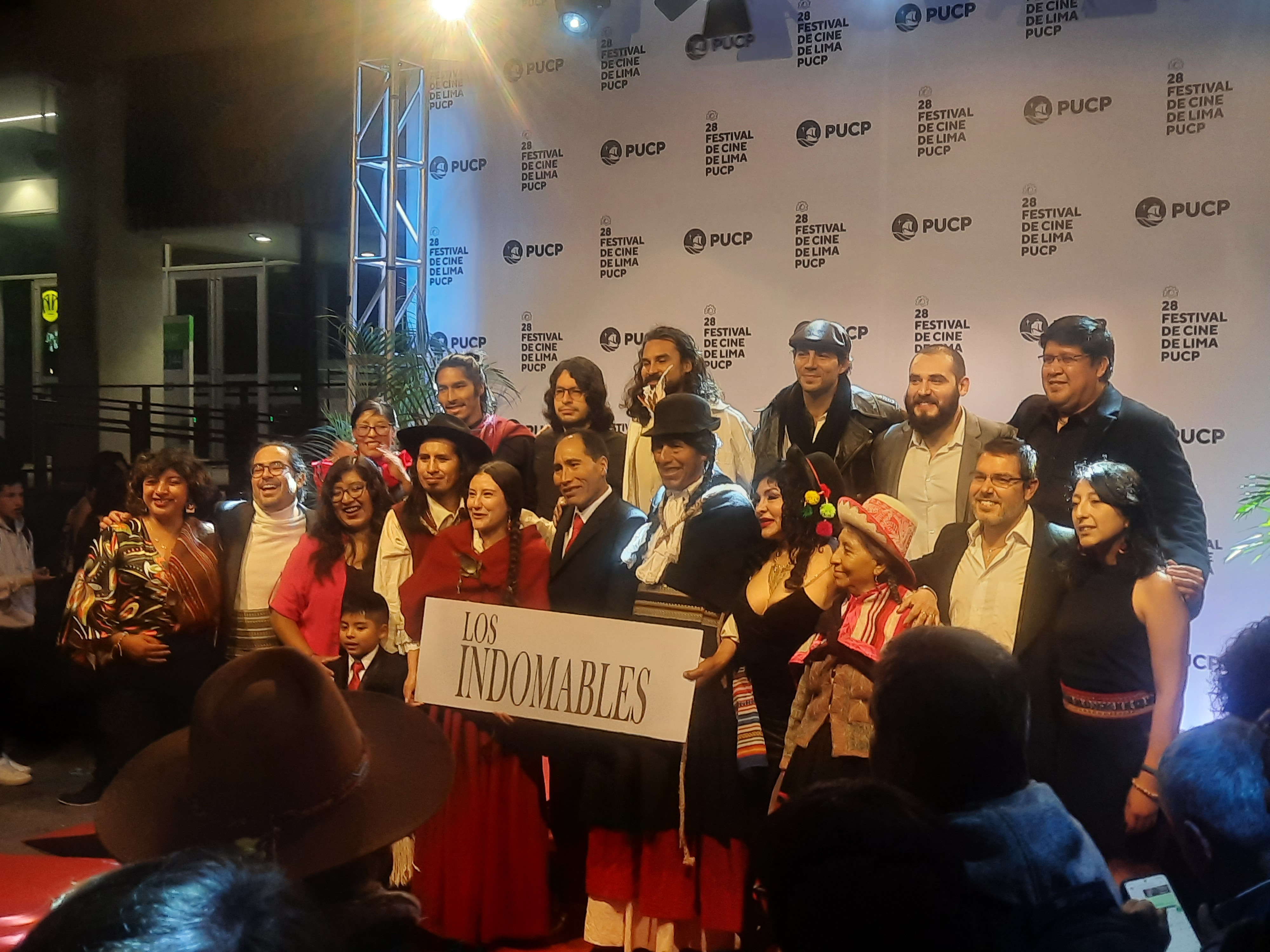
Tito Catacora junto al reparto del filme durante la alfombra roja en el Festival de Cine de Lima.

- Diego Alonzo Aguilar - corregidor González
- Amiel Cayo - cacique Tankara
- Fernando Ichuta - Ankuwillka
- Jean L. Jarama - corregidor Morcillo
- Sylvia Majo - mujer mestiza
- Francisco F. Torres - general Patricio
- Carlos Victoria - padre Leonor
- Oscar Yepez - mariscal Martínez
- Reynaldo Arenas - Túpac Amaru II

## Producción
Óscar Catacora llevó trabajando el proyecto junto a su sobrino Tito desde 2010. Luego de una preproducción que empezó en agosto del 2012, se anunció un casting para lo que iba a ser su ópera prima, Revolución: El Último Inca, en marzo de 2013 con un rodaje planeado para abril de ese año. Sin embargo, dicho proyecto no se llevó a cabo y Óscar presentó Wiñaypacha como ópera prima.
Desde entonces, el guion de lo que sería Los indomables pasó por muchas revisiones. En 2018, el proyecto fue presentado a los estímulos del Dirección del Audiovisual, la Fonografía y los Nuevos Medios (DAFO) en la categoría de "Proyectos de Ficción" y ganó el monto de s/.675.000 por unanimidad del jurado al ser «Una película imprescindible para conmemorar y reflexionar acerca del bicentenario de la independencia del Perú».
La pandemia de COVID-19 postergó la producción de Los indomables y Yana-Wara. Tras el fallecimiento de Óscar durante el rodaje de Yana-Wara en 2021, Tito llevó a cabo ambos proyectos a la vez. En una entrevista con Cinesmero, Tito afirmó que el presupuesto final fue de 1 millón de soles.

## Estreno
Los indomables se estrenó los días 10, 11, 13 y 18 de agosto del 2024 en salas de Lima y Arequipa durante la 28 edición del Festival de Cine de Lima como parte de la competencia peruana, categoría donde resultó ganador Karuara, la gente del río.
Ese mismo año, se exhibió los días 5 y 11 de noviembre durante la Semana del Cine de la Universidad de Lima. El 9 de agosto de 2015, Día Internacional de los Pueblos Indígenas, las redes de Cine Aymara anunciaron el estreno comercial de la película para el 2 de octubre de ese año.